# Nova América da Colina
Nova América da Colina is een gemeente in de Braziliaanse deelstaat Paraná. De gemeente telt 3.331 inwoners (schatting 2009).

## Aangrenzende gemeenten
De gemeente grenst aan Assaí, Cornélio Procópio, Nova Fátima, São Sebastião da Amoreira en Uraí.